# Giganteopalpus mirabilis
Giganteopalpus là một chi bướm đêm thuộc họ Sphingidae. Chi này chỉ có một loài duy nhất Giganteopalpus mirabilis, được biết đến từ Sundaland. Ấu trùng ăn các loài Araceae.